# سهيل سمير
سهيل سمير هو ممثل باكستاني يظهر في المسلسلات التلفزيونية والأفلام الباكستانية. بدأ حياته المهنية كممثل طفل على PTV. حصل على الكثير من التقدير لدوره باسم كنزاكات علي في الكوميديا الرومانسية Humo 2018 التلفزيونية.

## روابط خارجية
- سهيل سمير على موقع IMDb (الإنجليزية)